# Курт Вонегат
Курт Вонегат (енгл. Kurt Vonnegut; Индијанаполис, 11. новембар 1922 — Њујорк, 11. април 2007) био је амерички писац познат по романима у којима је комбиновао сатиру, црни хумор и научну фантастику. Најзначајнија дела су му Кланица 5 (1969), Колевка за мацу (1963) и Доручак за шампионе (1973).